# Jordi Folch i Pi
Jordi Folch i Pi (Barcelona, 25 de marzo de 1911-Boston, Massachusetts, 3 de octubre de 1979) fue un bioquímico español, hijo del poeta Rafael Folch y hermano de la editora Núria Folch i Pi y del médico Albert Folch i Pi. 

## Biografía
Estudió medicina en la Universidad de Barcelona y en el Instituto de fisiología de la ciudad condal, donde trabajó junto con su primo Cèsar Pi-Sunyer. En 1936 se traslada a Nueva York para estudiar en el Instituto Rockefeller, donde se quedó después de la finalización de la guerra civil española. Allí desarrolló sus trabajos sobre los lípidos, lo que le valió el reconocimiento de la comunidad científica. Destaca por el desarrollo de la técnica de purificación de los lípidos cerebrales (método de Folch) que está considerada como uno de los trabajos más citados en bioquímica.  En 1944 fue nombrado director del laboratorio de investigación biológica del Hospital McLean y profesor de bioquímica en la Escuela Médica de Harvard, donde desarrolló un programa de neurociencia.  Fue uno de los fundadores de la Sociedad Americana de Neuroquímica y de la Sociedad Internacional de Neuroquímica.  En 1956 se convirtió en el primer profesor de neuroquímica en la Academia de Artes y Ciencias de la Universidad de Harvard. Folch ha sido considerado como uno de los fundadores de la química de los lípidos complejos y uno de los más destacados científicos en el desarrollo de la neuroquímica. 